# Franz Jung
Cet article concerne l'écrivain, économiste et homme politique allemand Franz Jung. Pour les articles homonymes, voir Jung.
Franz Jung (26 novembre 1888, Neisse en Silésie - 21 janvier 1963, Stuttgart) est un écrivain et économiste allemand. Militant communiste et résistant au nazisme, il a terminé après guerre sa carrière comme journaliste aux États-Unis.
Franz Jung a aussi publié sous les pseudonymes de Franz Larsz et Frank Ryberg.

## Les années vertes (1888-1918)
Né à Neisse, en 1888 – l’année où Guillaume II devient empereur d’Allemagne –, Franz Jung passe son baccalauréat dans sa ville natale avant d’entreprendre des études d’économie, de droit, d’art et de religion, successivement à Leipzig, Iéna et Breslau. À Leipzig, il devient membre de la Burschenschaft Arminia zu Leipzig (de) le 21 octobre 1907. Le 22 avril 1908, il démissionne avec les honneurs. En 1908, il se rend à l'université d'Iéna, où il rejoint la Jenaische Burschenschaft Germania (de), dont il est cependant exclu après avoir frappé un ancien. À partir de 1909, il travaille comme journaliste et termine, deux ans plus tard à Munich, une thèse d’économie sur l’industrie des allumettes. C’est là qu’il se lie au groupe radical « Tat » et, notamment, à l’anarchiste Erich Mühsam, au psychanalyste Otto Gross et aux écrivains Leonhard Frank, Oskar Maria Graf et Johannes R. Becher. En 1912, Jung publie ses premiers travaux littéraires dans les revues d’avant-garde Der Sturm et Die Aktion. En 1914, il est mobilisé sur le front de l’Est. Blessé au combat, il déserte en décembre et se rend à Vienne. Renvoyé en Allemagne, emprisonné, puis interné dans un asile, il est libéré grâce à une expertise psychiatrique d’Otto Gross. Il participe alors à la création de la revue Die freie Straße (de) (Otto Gross, Richard Oehring (de) et Raoul Hausmann), tout en collaborant activement au mouvement internationaliste opposé à la guerre.

## Les années rouges (1918-1922)
En novembre 1918, Franz Jung participe aux conseils d’ouvriers et de soldats de Berlin. Devenu membre du Parti communiste d'Allemagne (KPD), il est interpellé, en janvier 1919, pendant la semaine sanglante, mais réussit à fuir à Breslau. En avril de l’année suivante, il se trouve parmi les fondateurs du Parti communiste ouvrier d'Allemagne (KAPD). Nommé délégué de son parti auprès du Komintern, il détourne, avec Jan Appel et Hermann Knüfken, un chalutier en mer Baltique pour se rendre en Russie. Condamné à son retour en Allemagne pour « piraterie en haute mer », il est libéré contre caution en 1921 avant d’entrer dans la clandestinité pour participer à une insurrection dans la région de Mansfeld. Mais ce soulèvement, que l’on nomme « Action de mars », échouera dans sa tentative de généralisation au reste de l’Allemagne. En mai, Jung quitte l’Allemagne avec sa compagne. Interpellé aux Pays-Bas, le couple est expulsé en URSS où Franz va travailler pour le service de presse du Komintern, avant de diriger une fabrique d’allumettes dans la région de Novgorod, puis une usine de métallurgie à Petrograd.

## Les années grises (1923-1945)
De retour en Allemagne, en décembre 1923, Jung travaille un temps comme journaliste économique sous le pseudonyme de Franz Larsz. À partir de 1927, le metteur en scène de théâtre, Erwin Piscator, entreprend l’adaptation de plusieurs de ses pièces, tandis que Jung collabore avec lui pour la mise en scène du théâtre de Bertolt Brecht (Grandeur et décadence de la ville de Mahagonny et La Mère). En 1930, Jung fonde le journal Der Gegner, auquel contribueront notamment Ernst Fuhrmann, Raoul Hausmann et Karl Korsch, dans le cadre de la maison d’éditions Deko. L’année suivante, un scandale financier entraîne la dissolution du Deko Verlag et oblige Jung à se réfugier, une nouvelle fois, dans la clandestinité. Entre 1933 et 1936, il fait partie de l’organisation clandestine anti-nazie des Combattants rouges (Rote Kämpfer). Arrêté par la Gestapo en novembre 1936, il réussit à s’enfuir à Prague à sa sortie de prison, l’année suivante. Il gagnera ensuite la Suisse, puis la Hongrie où il est arrêté en novembre 1944. Parvenu à s’enfuir de nouveau, il gagne l’Autriche, puis l’Italie où il est interné au camp de concentration de Bolzano, puis au camp d’internés civils de Modène, dont il est libéré en juin 1945.

## Les dernières années (1945-1963)
En 1948, Franz Jung émigre aux États-Unis. À New York, il devient correspondant économique international pour différents journaux américains et européens avant de déménager à San Francisco (1953) et d’obtenir la citoyenneté américaine (1955). Cette année-là, atteint d’un cancer, il retourne en Allemagne pour la première fois depuis son exil et entame, deux ans plus tard, la rédaction de son autobiographie, Le Chemin vers le bas (1961). En 1960, il rentre définitivement en Europe où il vit entre la France et l’Allemagne jusqu’à sa mort en 1963.